# AS Giana Erminio
Die Associazione Sportiva Giana Erminio ist ein italienischer Fußballverein aus Gorgonzola. Der Verein wurde 1909 gegründet und trägt seine Heimspiele im Stadio Comunale Città di Gorgonzola aus, das Platz bietet für 3.800 Zuschauer. Die AS Giana Erminio spielte bisher noch nie erst- oder zweitklassig und ist derzeit in der Serie C, der dritthöchsten Spielklasse in Italien, zu finden.

## Geschichte

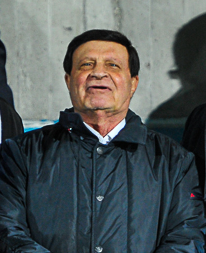
Oreste Bamonte, seit 1985 Präsident der AS Giana Erminio

Die heutige Associazione Sportiva Giana Erminio wurde im Jahre 1909 unter dem Namen Unione Sportiva Argentia in Gorgonzola, einer Gemeinde mit heutzutage etwa 20.000 Einwohnern innerhalb der Metropolitanstadt Mailand in der oberitalienischen Region Lombardei, gegründet. Von 1909 bis 1928 nahm der neu gegründete Verein nicht am Spielbetrieb teil, sondern hatte im sportlichen Bereich nur seltene lokale Auftritte. 1928 schloss sich die US Argentia dem italienischen Fußballverband an und war damit berechtigt, an nationalen Wettbewerben teilzunehmen. Allerdings spielte der Verein sehr unterklassig und hatte von 1930 bis 1931 auch eine einjährige inaktive Phase. 1931 erfolgte eine Neugründung, aus der der Klub unter dem Namen Unione Sportiva Gorgonzola hervorging. Im regionalen lombardischen Fußball spielend, änderte man nur zwei Jahre später erneut den Vereinsnamen. Ab 1933 hieß der Verein nun Gruppo Sportivo Erminio Giana. Insgesamt vollzog der Verein im Laufe seiner Historie eine Vielzahl von Namensänderungen. Selbst den aktuellen Namen Associazione Sportiva Giana Erminio trägt er erst seit 2014.
Im Ligabetrieb spielte die heutige AS Giana Erminio über Jahrzehnte hinweg nur auf regionalem Level. Nach dem Abstieg in die Prima Categoria der Lombardei im Jahre 1978 stand der Spielbetrieb im Verein sogar für insgesamt acht Jahre still, ehe man diesen in der Promozione der Lombardei wieder aufnahm. Dort spielte man in der Folge einige Jahre, ehe der Übergang in die neu gegründete Eccellenza erfolgte. Seit 1994 wird die Mannschaft der AS Giana Erminio von Cesare Albé trainiert, der damit einer der dienstältesten Trainer des Calcio ist. Auch auf der Position des Präsidenten herrscht bei der AS Giana Erminio eine Konstanz, wie sie nur selten zu finden ist im italienischen Fußball. Oreste Bamonte bekleidet das Amt des Vereinspräsidenten bereits seit 1985 und konnte im Jahre 2015 mit dem Klassenerhalt in der dritten Liga sein 30-jähriges Amtsjubiläum feiern.
Im vergangenen Jahrzehnt erlebte die AS Giana Erminio einen Aufschwung wie zuvor noch nie in der Vereinsgeschichte. Nach einem Abstieg aus der Promozione 2005 gelang zwei Jahre später die Rückkehr in die Eccellenza, wo man sich einige Jahre halten konnte. Zwar musste man 2011 wieder absteigen, nach nur einem Jahr gelang jedoch der direkte Wiederaufstieg in die Eccellenza. Ein weiteres Jahr später schaffte die damalige Associazione Sportiva Dilettantistica Giana Erminio den direkten Durchmarsch in die Serie D, wodurch dem Klub die erstmalige Qualifikation für überregionale Meisterschaften gelang. Zudem spielte Giana Erminio in der Saison 2012/13 erstmals fünftklassig. Und damit war die Entwicklung des Vereins noch nicht am Ende. Man beendete die Girone A der Serie D 2013/14 auf dem ersten Platz mit fünf Punkten Vorsprung auf RapalloBogliasco, was zum Aufstieg in die neu gegründete Lega Pro berechtigte. Giana Erminio profitierte dabei auch von einer Ligareform im italienischen Fußball, wodurch quasi der Aufstieg von der fünften in die dritte Liga in einem Schritt gelang. Zum ersten Mal in der Vereinsgeschichte spielte der Verein nun drittklassig, außerdem war die Spielzeit 2014/15 die erste überhaupt für den Klub im Profifußball. Giana Erminio beendete die Saison 2014/15 auf dem vierzehnten Platz der Girone A der Lega Pro und holte sich souverän den Klassenerhalt. Auch im zweiten Drittligajahr, der Lega Pro 2015/16, schaffte der Verein den Klassenerhalt, wenn auch diesmal etwas knapper. Auf Platz zwölf trennten den Klub drei Zähler vom ersten Relegationsplatz, belegt von der AS Pro Piacenza 1919.

## Erfolge
- Serie D/A: 1× (2013/14)

- Eccellenza B: 1× (2012/13)